# Статути Збройних Сил України

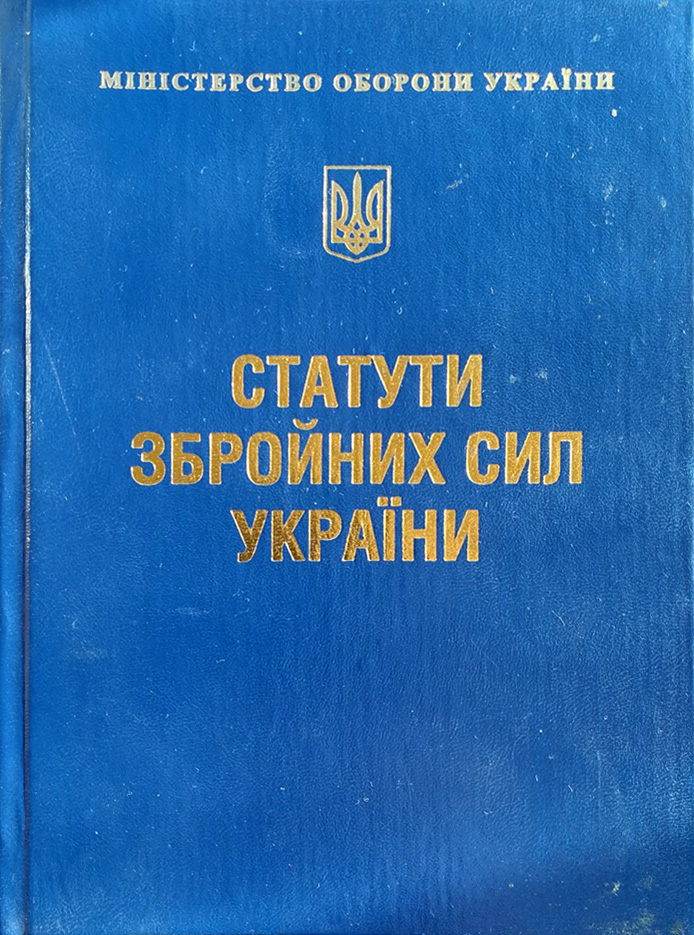
Обкладинка книги-збірника Статутів Збройних Сил України, видання 2004 року

Стату́ти Збро́йних Сил Украї́ни (також розмовне військо́ві стату́ти) — це зведення законів, положень і правил військової служби, на основі яких проходять повсякденне життя, виховання, навчання, бойова діяльність військ; у них роз'яснюється, як воїн має нести військову службу і навчатися військовій справі, якими морально-бойовими якостями він повинен володіти, щоб бути надійним і вмілим захисником країни.
Статути зобов'язують військовослужбовців сумлінно виконувати військовий обов'язок, накази командирів та начальників, старанно вивчати військову справу, бойову техніку і зброю. Положення і вимоги статутів є обов'язковими для всіх військовослужбовців Збройних Сил України.
Законами України затверджені такі статути Збройних Сил України:
- Статут внутрішньої служби
- Дисциплінарний статут
- Статут гарнізонної і вартової служб
- Стройовий статут

## Тексти статутів на сайті Верховної Ради України
- Статут внутрішньої служби Збройних Сил України [Архівовано 12 листопада 2018 у Wayback Machine.];
- Дисциплінарний статут Збройних Сил України [Архівовано 12 листопада 2018 у Wayback Machine.];
- Статут гарнізонної та вартової служб Збройних Сил України [Архівовано 12 листопада 2018 у Wayback Machine.];
- Стройовий статут Збройних Сил України [Архівовано 12 листопада 2018 у Wayback Machine.].